# Cascade de l'Ours
La cascade de l’Ours  est une chute d'eau du massif des Vosges située à Bussang.
Située à 850 mètres d'altitude, on accède à la cascade de l'Ours en empruntant la route du tremplin sur 2,4 kilomètres à partir du centre du village.